# Falcon Mesa (Teksas)
Falcon Mesa je naseljeno mjesto za statističke potrebe u američkoj saveznoj državi Teksas. Prema popisu stanovništva iz 2010. u njemu je živjelo 405 stanovnika.